# Departamento compartido
Departamento compartido es una película cómica argentina, cuyos protagonistas principales son Alberto Olmedo, Tato Bores y Graciela Alfano, estrenada el 18 de septiembre de 1980.

## Argumento
Alberto es un vendedor de joyería, muy desordenado. Su mujer, Silvina, se divorcia de él a raíz de esto. A partir del divorcio Alberto le pide a su amigo Mauricio que lo aloje en su casa, al no tener otro lugar donde ir. Mauricio es el dueño de una concesionaria de autos importados y es muy ordenado, tranquilo y rutinario, todo lo contrario a Alberto.
Este ingreso de Alberto a la vida de Mauricio, y lo disímil de sus personalidades hace que ocurran varios hechos disparatados y situaciones hilarantes.
Esta película es la versión argentina de La extraña pareja, protagonizada por Jack Lemmon y Walter Matthau.

## Reparto
| Actor                | Personaje                         |
| -------------------- | --------------------------------- |
| Alberto Olmedo       | Alberto Romero                    |
| Tato Bores           | Mauricio Steimberg                |
| Graciela Alfano      | Adriana                           |
| Jorge Porcel         | Cameo en el baño de un restaurant |
| Hugo Sofovich        | Cameo en el baño de restaurante   |
| César Bertrand       | González                          |
| Ovidio Fuentes       | Pablo Nogués                      |
| Noemí Alan           | Gabriela                          |
| Marcos Zucker        | Señor Zamudio                     |
| Menchu Quesada       | Azucena                           |
| Arturo Bonín         | Abogado Alberto                   |
| Camila Perissé       | Julia                             |
| Jorgelina Aranda     | Verónica                          |
| Augusto Larreta      | Patricio Salaverri                |
| Luisa Albinoni       | Sonia                             |
| Adriana Gardiazabal  | Silvina                           |
| Elvia Andreoli       | Amiga Julia                       |
| Luis Corradi         | Esteban Roca                      |
| Ignacio Finder       | Juez                              |
| Juan Carlos Lamas    | Amante Sonia                      |
| Mario Fortuna (hijo) | Mozo                              |